# Empada
Empada ist eine Stadt im Südwesten Guinea-Bissaus mit 2267 Einwohnern (Stand 2009).
Sie ist Sitz des gleichnamigen Sektors mit einer Fläche von 777 km² und 17.517 Einwohnern (Stand 2009), vornehmlich Biafada mit bedeutenden Minderheiten von Mandinka und einigen Balanta, Fulbe u. a.
Empada bietet keine besonderen Sehenswürdigkeiten, von der umliegenden Natur allgemein abgesehen.

## Gliederung
Die Stadt Empada ist in zwei, mit Untergliederung in drei Viertel (Bairros) gegliedert.
Der Sektor Empada umfasst 85 Ortschaften, überwiegend ländliche Dörfer (Tabancas). Zu den wichtigsten Orten zählen (Stand 2009):
- Batambali (690 Einwohner)
- Darsalame (713 Einwohner in drei Ortsteilen)
- Empada (2.267 Einwohner in drei Ortsteilen)
- Francunda Beafada (1255 Einwohner in zwei Ortsteilen)
- Gã-Comba Beafada (588 Einwohner)
- Madina de Cima Beafada (234 Einwohner)
- Madina de Baixo (387 Einwohner)
- São Miguel Balanta (387 Einwohner)

## Persönlichkeiten
- Teodora Inácia Gomes (* 1944), Frauenrechtlerin und Politikerin, Kämpferin im Unabhängigkeitskrieg